# 12111 Ulm
12111 Ulm è un asteroide della fascia principale. Scoperto nel 1998, presenta un'orbita caratterizzata da un semiasse maggiore pari a 2,5602468 UA e da un'eccentricità di 0,0675402, inclinata di 3,88224° rispetto all'eclittica.